# Syna
Syna (von griech. «syn»: zusammen, miteinander) ist eine interprofessionelle Schweizer Gewerkschaft, die in den Sektoren Industrie, Gewerbe und Dienstleistung tätig ist. Mit knapp 60 000 Mitgliedern ist Syna die zweitgrösste Schweizer Gewerkschaft.
Sie entstand 1998 aus einem Zusammenschluss der Gewerkschaften «Christlicher Holz- und Bauarbeiterverband» (CHB), Christliche Gewerkschaft für Industrie, Handel und Gewerbe (CMV), «Landesverband Freier Schweizer Arbeitnehmer» (LFSA) und «Schweizerische Grafische Gewerkschaft» (SGG). 1999 schloss sich zudem der «Verband des christlichen Staats- und Gemeindepersonals» (VCHP) der Syna an.
Syna stellte sich 1998 unter das Dach des Christlichnationalen Gewerkschaftsbundes der Schweiz (CNG). Seit 2002 ist sie Mitglied von Travail.Suisse, einer schweizerischen Dachorganisation der Arbeitnehmenden, und besitzt 24 Regionalsekretariate. Die Aktivitäten der Gewerkschaft basieren nach eigenen Angaben auf Demokratie, christlicher Sozialethik und fairer Sozialpartnerschaft.
Syna hat sich am Kongress 2014 in Brig zum Ziel gesetzt, Arbeit und Freizeit ins Gleichgewicht zu bringen. Aus diesem Grund setzt Syna sich in dieser Kongressperiode für eine bessere Vereinbarkeit von Beruf und Familienarbeit sowie faire und gesunde Arbeitszeitregelungen ein. Im Oktober 2023 wurde Yvonne Feri zur Präsidentin der interprofessionellen Gewerkschaft gewählt. Sie wurde damit zur Nachfolgerin von Arno Kerst, welcher das Amt seit Oktober 2014 innehatte.